# Saltos ornamentais nos Jogos Olímpicos de Verão de 2012 - Plataforma 10 m individual feminino
A competição da plataforma de 10 metros feminino dos saltos ornamentais nos Jogos Olímpicos de Verão de 2012 foi disputada nos dias 8 e 9 de agosto no Centro Aquático, em Londres.
Composta de três fases, na primeira as 26 atletas executam cinco saltos. As 18 atletas mais bem colocadas se classificam para as semifinais. Novamente, cada atleta executa cinco saltos e as 12 mais bem colocadas avançam para as finais. A cada nova fase, os resultados da fase anterior são desconsiderados. Nas finais, as atletas executam mais cinco saltos.
Cada salto é avaliado por sete juízes, com notas de zero a dez e incremento de meio (0,5) ponto. Dessas sete notas, são descartadas a nota mais baixa e a mais alta. As demais notas são somadas, multiplicadas por 0,6 e depois multiplicada pelo grau de dificuldade do salto. Este é o valor atribuído ao salto.

## Medalhistas
| Ouro   | CHN Chen Ruolin      |
| Prata  | AUS Brittany Broben  |
| Bronze | MAS Pandelela Rinong |

## Resultados
| Pos.              | Atleta                   | Preliminar | Preliminar | Semifinal | Semifinal | Final    | Final    | Final    | Final    | Final    | Final  | Final |
| Pos.              | Atleta                   | Pontos     | Pos.       | Pontos    | Pos.      | 1º salto | 2º salto | 3º salto | 4º salto | 5º salto | Pontos | Pos.  |
| ----------------- | ------------------------ | ---------- | ---------- | --------- | --------- | -------- | -------- | -------- | -------- | -------- | ------ | ----- |
| Medalha de ouro   | CHN Chen Ruolin          | 392.35     | 1          | 407.25    | 1         | 85.50    | 84.80    | 86.40    | 79.20    | 86.40    | 422.30 | 1     |
| Medalha de prata  | AUS Brittany Broben      | 339.80     | 4          | 359.55    | 3         | 60.75    | 83.20    | 83.20    | 57.75    | 81.60    | 366.50 | 2     |
| Medalha de bronze | MAS Pandelela Rinong     | 349.00     | 2          | 352.50    | 5         | 58.50    | 78.30    | 64.00    | 81.60    | 76.80    | 359.20 | 3     |
| 4                 | AUS Melissa Wu           | 337.90     | 5          | 355.60    | 4         | 78.00    | 72.00    | 56.10    | 75.20    | 76.80    | 358.10 | 4     |
| 5                 | RUS Yulia Koltunova      | 334.80     | 7          | 351.90    | 6         | 72.85    | 61.05    | 72.00    | 78.40    | 73.60    | 357.90 | 5     |
| 6                 | MEX Paola Espinosa       | 324.00     | 13         | 317.10    | 11        | 70.50    | 74.25    | 61.05    | 80.00    | 70.40    | 356.20 | 6     |
| 7                 | GER Christin Steuer      | 341.75     | 3          | 339.90    | 7         | 60.20    | 76.80    | 62.40    | 73.95    | 78.00    | 351.35 | 7     |
| 8                 | ITA Noemi Batki          | 324.20     | 12         | 325.45    | 10        | 76.50    | 65.25    | 72.00    | 68.80    | 67.50    | 350.05 | 8     |
| 9                 | CHN Hu Yadan             | 337.85     | 6          | 328.25    | 9         | 54.00    | 43.20    | 76.80    | 89.10    | 86.40    | 349.50 | 9     |
| 10                | CAN Roseline Filion      | 314.85     | 17         | 329.60    | 8         | 63.00    | 75.90    | 67.20    | 72.60    | 70.40    | 349.10 | 10    |
| 11                | CAN Meaghan Benfeito     | 325.50     | 10         | 359.90    | 2         | 49.50    | 80.85    | 72.00    | 66.00    | 76.80    | 345.15 | 11    |
| 12                | UKR Iuliia Prokopchuk    | 324.85     | 11         | 315.80    | 12        | 70.50    | 72.00    | 65.25    | 79.20    | 57.60    | 344.55 | 12    |
| 13                | PRK Kim Un-hyang         | 308.10     | 18         | 314.40    | 13        | —        | —        | —        | —        | —        | —      | —     |
| 14                | PRK Kim Jin-ok           | 320.10     | 15         | 312.95    | 14        | —        | —        | —        | —        | —        | —      | —     |
| 15                | USA Brittany Viola       | 322.55     | 14         | 300.50    | 15        | —        | —        | —        | —        | —        | —      | —     |
| 16                | USA Katie Bell           | 326.95     | 9          | 296.80    | 16        | —        | —        | —        | —        | —        | —      | —     |
| 17                | GER Maria Kurjo          | 319.65     | 16         | 264.45    | 17        | —        | —        | —        | —        | —        | —      | —     |
| 18                | JPN Mai Nakagawa         | 327.65     | 8          | 260.05    | 18        | —        | —        | —        | —        | —        | —      | —     |
| 19                | GBR Monique Gladding     | 301.45     | 19         | —         | —         | —        | —        | —        | —        | —        | —      | —     |
| 20                | GBR Stacie Powell        | 287.30     | 20         | —         | —         | —        | —        | —        | —        | —        | —      | —     |
| 21                | MEX Carolina Mendoza     | 286.95     | 21         | —         | —         | —        | —        | —        | —        | —        | —      | —     |
| 22                | MAS Traisy Vivien Tukiet | 285.00     | 22         | —         | —         | —        | —        | —        | —        | —        | —      | —     |
| 23                | ITA Brenda Spaziani      | 268.00     | 23         | —         | —         | —        | —        | —        | —        | —        | —      | —     |
| 24                | FRA Audrey Labeau        | 261.05     | 24         | —         | —         | —        | —        | —        | —        | —        | —      | —     |
| 25                | CUB Annia Rivera         | 233.95     | 25         | —         | —         | —        | —        | —        | —        | —        | —      | —     |
| 26                | KOR Kim Su-ji            | 215.75     | 26         | —         | —         | —        | —        | —        | —        | —        | —      | —     |